# Katholische Briefe
| Neues Testament |
| --- |
| Evangelien |
| - Matthäus - Markus - Lukas - Johannes |
| Apostelgeschichte |
| Paulusbriefe |
| - Römer - 1. Korinther - 2. Korinther - Galater - Epheser - Philipper - Kolosser - 1. Thessalonicher - 2. Thessalonicher - 1. Timotheus - 2. Timotheus - Titus - Philemon - Hebräer |
| Katholische Briefe |
| - Jakobus - 1. Petrus - 2. Petrus - 1. Johannes - 2. Johannes - 3. Johannes - Judas                                                                                                 |
| Offenbarung |

Mit den katholischen Briefen des Neuen Testaments sind der erste und der zweite Petrusbrief, der Jakobusbrief, die drei Johannesbriefe und der Judasbrief gemeint.
Die Bezeichnung der Briefe als katholisch (griechisch καθολικός katholikós „allgemein“) geht darauf zurück, dass die Angabe der Adressaten „allgemeiner“ ist als bei den an einzelne Gemeinden oder Einzelpersonen gerichteten Briefen des Apostels Paulus. Zwar werden etwa im 1. Petrusbrief die Christen von fünf Regionen als Empfänger genannt, aber daraus ließe sich keine Kurzbezeichnung formen wie etwa beim Römerbrief. Nur der dritte der Johannesbriefe nennt einen einzelnen Empfänger mit Namen, nämlich Gajus. Die Bezeichnung „katholische Briefe“ verband sich bald mit dem Gedanken, dass diese Briefe an die gesamte Kirche gerichtet seien (zur Wortbedeutung im allgemeinen Sinn vgl. Katholizität).
Die katholischen Briefe sind in vielen christlichen Bibeln unmittelbar nacheinander in der Reihenfolge Jakobus – 1./2. Petrus – 1./2./3. Johannes – Judas aufgeführt, in Bibeln, die der Tradition Luthers folgen, sind sie jedoch so geordnet, dass nach den beiden Petrus- und den drei Johannesbriefen zunächst der Hebräerbrief folgt, dann der Jakobusbrief und der Judasbrief; damit rückte Luther die vier Schriften, deren theologischen Wert er geringer einschätzte als den der übrigen neutestamentlichen Schriften – nämlich Hebräerbrief, Jakobusbrief, Judasbrief und die Offenbarung des Johannes – an das Ende seiner Bibelausgabe. Die alte griechische Kirche ordnete die katholischen Briefe vor den Paulusbriefen ein, die slawischen orthodoxen Kirchen handhaben das auch heute noch so; in den meisten heutigen Kirchen, einschließlich der heutigen griechisch-orthodoxen Kirche, kommen sie nach den Paulusbriefen.
In frühen Bibelhandschriften, die noch nicht das ganze Neue Testament in einem einzigen Schriftstück enthielten, wurden die katholischen Briefe üblicherweise mit der Apostelgeschichte zusammen in einem Manuskript untergebracht. Ein solches Manuskript wird in der biblischen Überlieferungswissenschaft als Corpus Apostolicum bezeichnet.
Die Bezeichnung „katholische Briefe“ wird schon seit dem dritten Jahrhundert verwendet, z. B. von Dionysius von Alexandria, Origenes und Eusebius von Caesarea.
| Deutscher Name   | Griechischer Name | Lateinischer Name    | Abkürzungen |
| ---------------- | ----------------- | -------------------- | ----------- |
| Jakobusbrief     | Ιακοβου           | Epistula Iacobi      | Jak         |
| 1. Petrusbrief   | Πετρου Α          | Epistula I Petri     | 1 Pet       |
| 2. Petrusbrief   | Πετρου Β          | Epistula II Petri    | 2 Pet       |
| 1. Johannesbrief | Ιωανου Α          | Epistula I Ioannis   | 1 Joh       |
| 2. Johannesbrief | Ιωανου Β          | Epistula II Ioannis  | 2 Joh       |
| 3. Johannesbrief | Ιωανου Γ          | Epistula III Ioannis | 3 Joh       |
| Judasbrief       | Ιουδα             | Epistula Iudae       | Jud         |